# Salvatore Andracchio
Salvatore Andracchio (28 novembre 1960) è un allenatore di calcio ed ex calciatore italiano, di ruolo difensore.

## Carriera

### Giocatore
Inizia la carriera nel Seefeld Zurigo, con cui esordisce anche in prima squadra; nella stagione 1983-1984 è invece al Red Star Zurigo.
Dal 1984 al 1987 ha giocato nel Grasshoppers, mentre dal 1987 al 1990 ha vestito la maglia dello Zurigo, sempre nella massima serie elvetica; in particolare con lo Zurigo ha giocato in totale 63 partite di campionato (32 nella stagione 1987-1988, 26 nella stagione 1988-1989 e 5 nella stagione 1989-1990) e 5 partite in Coppa Svizzera.

### Allenatore
Nella stagione 1992-1993 allena il Baden in Divisione Nazionale B, la seconda serie svizzera; dal 1º aprile al 30 giugno 1997 è allenatore ad interim del Basilea, in prima divisione; rimane poi come vice anche nella prima parte della stagione successiva, salvo poi diventare nuovamente allenatore ad interim dal 7 ottobre al 31 dicembre 1997; dal 1997 al 1999 allena invece nelle giovanili del club, ruolo che già aveva ricoperto in precedenza dal 1995 al 1997. Nella stagione 1999-2000 allena nelle giovanili del Grasshoppers. Passa quindi allo YF Juventus, dove allena per tre stagioni consecutive in seconda divisione. Dopo una breve esperienza di 10 partite all'Altstetten (in Challenge League) torna quindi al Baden, dove nella stagione 2005-2006 allena la squadra per 24 partite, ancora in seconda divisione. Nella stagione 2006-2007 allena il Red Star Zurigo in 1ª Lega (quarta divisione).
Nel 2007 torna allo YF Juventus, dove rimane per le successive 7 stagioni, le prime 5 delle quali in quarta serie e le ultime due (la 2012-2013 e la 2013-2014) in terza serie, lasciando la squadra il 30 giugno 2014; dal 20 ottobre al 19 dicembre 2016 allena lo United Zurigo, con cui in 5 partite di terza serie raccoglie 6 punti.

## Palmarès

### Allenatore

#### Competizioni nazionali
- 1ª Lega: 1

Young Fellows Juventus: 2011-2012